# Morpho heracles
Morpho heracles är en fjärilsart som beskrevs av Hans Fruhstorfer 1912. Morpho heracles ingår i släktet Morpho och familjen praktfjärilar. Inga underarter finns listade i Catalogue of Life.